# Níspero de Callosa de Ensarriá

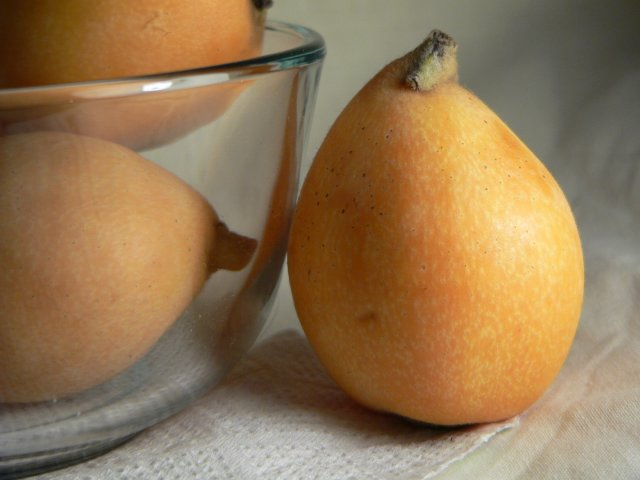
Níspero

Níspero de Callosa de Ensarriá es una Denominación de Origen Protegida creada el 14 de junio de 1991 que protege e identifica el cultivo del níspero en diecinueve municipios de la Comunidad Valenciana pertenecientes a las comarcas de la Marina Baja y el Campo de Alicante en la provincia de Alicante, España.

## Historia
El níspero (o níspero del Japón, no confundir con el níspero europeo) era considerado una planta ornamental en Japón hace mil años. Los jesuitas exportaron este árbol (que se había empezado a cultivar con fines gastronómicos en el siglo XVIII) a Isla Mauricio a finales del siglo XVIII y a Francia a principios del XIX. Fue introducido en España en el siglo XIX por el botánico callosino Juan Bautista Berenguer y Ronda. Debido a su peculiar climatología, la Comunidad Valenciana ha sido la región española con más producción de este fruto.

## Zona geográfica
El níspero de Callosa de Ensarriá se cultiva en los siguientes municipios:
Alfaz del Pi, Altea, Beniardá, Benidorm, Benifato, Benimantell, Bolulla, Callosa de Ensarriá, Confrides, Finestrat, Guadalest, La Nucía, Orcheta, Polop, Relleu, Sella, Tárbena y Villajoyosa de la Marina Baja.
Aguas de Busot del Campo de Alicante.

## Variedades
Las variedades más cultivadas son Algar, Nadal, Golden y Magda como